# Jan Frederiksen
Jan E. Frederiksen (født 20. juni 1982 i København) er en tidligere dansk fodboldspiller fra Herlev, der senest spillede for Akademisk Boldklub.

## Karriere
Han har i sin karriere repræsenteret Lyngby Boldklub, Excelsior, FC Midtjylland, Herfølge BK, Randers FC og Brøndby IF.

### Randers FC
I perioden 2007 til 2009 spillede Frederiksen for Randers FC. Han blev hentet til klubben fra Herfølge BK, der accepterede at han skiftede 6 måneder før hans kontrakt udløb. Herfølge havde ellers i første omgang afvist at lade Frederiksen skifte før kontraktens udløb, men nåede efterfølgende til enighed med Randers FC om at lade ham skifte med det samme. 
Da kontrakten med Randers FC nærmerede sig sit udløb i sæsonen 2008/09 forhandlede man om en forlængelse, men nåede ikke til enighed, hvorefter Frederiksen skrev kontrakt med Brøndby IF.

### Brøndby IF
Frederiksen spillede i Brøndby IF fra 2009 til 2012. Han blev hentet til klubben fra Randers FC, hvor hans kontrakt udløb i sommeren 2009. Han havde allerede underskrevet kontrakten med Brøndby IF 6 måneder tidligere og derfor ytret ønske om at skifte til Brøndby øjeblikkeligt Det blev dog ikke til et skifte før sommeren 2009, hvor Frederiksen fik debut for Brøndby IF mod estiske Flora Tallinn. Jan Frederiksen slog dog aldrig igennem i Brøndby IF, og forlod klubben da hans kontrakt udløb i 2012.

### Wisła Kraków
Efter sæsonen 2011/12 forlod Frederiksen Brøndby IF. Herefter var han rundt til prøvetræning i flere europæiske klubber ligesom han havde kontakt med en klub uden for Europa. Blandt andet var han til prøvetræning i den tyske 2. Bundesligaklub FSV Frankfurt. Det blev dog en prøvetræning i den polske topklub Wisła Kraków, der sikrede Frederiksen en kontrakt. Han skrev således i sommeren 2012 under på en etårig kontrakt med klubben. Han stoppede dog allerede i Wisła Kraków efter et halvt år, da han i januar 2013 blev enige med klubben om at ophæve kontrakten.

### Vejle Boldklub
Den 22. marts 2013 indgik Frederiksen en aftale med 1. divisionsklubben Vejle Boldklub frem til sommeren 2013. Aftalen kom i stand efter at Frederiksen havde trænet med klubben et par dage for at se forholdene an. Opholdet i Vejle Boldklub kom kun til at vare frem til sommeren 2013, hvor han forlod klubben ved kontraktens udløb.

### AB
Herefter gik turen til Akademisk Boldklub, hvor Frederiksen i august 2013 indgik en to-årig aftale med klubben. Efter et halvt år i klubben valgte Frederiksen at stoppe for at koncentrere sig om sit job uden for fodbolden.